# Karith

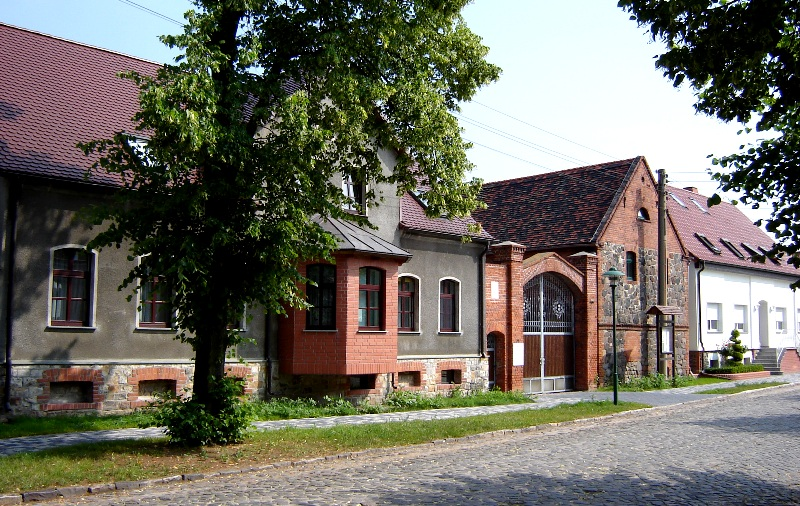
Thälmannstraße

Karith ist ein Ortsteil der gleichnamigen Ortschaft der Stadt Gommern im Landkreis Jerichower Land in Sachsen-Anhalt.

## Geographie
Karith liegt drei Kilometer in nördlicher Richtung von Gommern entfernt und ist nur über einfache Kreisstraßen zu erreichen. Einen Kilometer südwestlich liegt die Ortschaft Pöthen, die vor der Eingemeindung ein Ortsteil von Karith war. Die Umgebung ist durch landwirtschaftliche Flächen geprägt, deren Ertragswert unter dem Durchschnitt liegt. Die Kreisstadt Burg ist 30 Kilometer, die Landeshauptstadt Magdeburg 19 Kilometer entfernt.
Naturräumlich gehört der Ort zum Zerbster Land, einer ackergeprägten offenen Kulturlandschaft und 536 km² großen Haupteinheit der übergeordneten Haupteinheitengruppe des Fläming im norddeutschen Tiefland. Das Zerbster Land bildet die Südwestabdachung des Flämings zur Elbe und gehört zum Einzugsgebiet dieses Flusses.

## Geschichte
Ein erster urkundlicher Nachweis für Pöthen wurde in einer Schenkungsurkunde von Otto I. aus dem Jahre 965 gefunden. Dort wird der Ort als "Dorf Puciani" bezeichnet. 1225 ist noch einmal der Ortsname Potene nachweisbar, danach fehlen weitere Nachrichten. Fest steht lediglich, dass sich diese Siedlung etwa drei Kilometer südlicher gegenüber der späteren Ortschaft befand. Im 15. Jahrhundert lag der Ort verlassen.
Karith wird erstmals in einer Besitzurkunde des Magdeburger Klosters Berge erwähnt, die Papst Innozenz III. 1209 ausstellte. 1269 kam der Ort unter sächsische Herrschaft und gehörte bis 1808 zum Amt Gommern, eine sächsische Enklave im von Magdeburg bzw. Brandenburg-Preußen beherrschten Gebiet.
Im 16. Jahrhundert besaß die Familie von Förder ein Gut in Karith. Südwestlich des Ortes legte sie das Vorwerk Pöthen an und errichtete 1557 ein aufwändiges Gutshaus im Renaissancestil. Im Laufe des 18. Jahrhunderts entwickelte sich das Vorwerk zu einem eigenständigen Gut, dessen Tagelöhner sich an der Straße nach Gommern niederließen. Karith und Pöthen waren so zwar gutsherrschaftlich vereint, politisch verlief jedoch die brandenburgisch-sächsische Grenze zwischen den beiden Orten.
Dieser Zustand wurde erst mit der Einnahme des 1808 zum Kanton Gommern im Departement der Elbe des Königreichs Westphalen des Napoleonbruders Jérôme Bonaparte gewordenen Gebietes durch Preußen im Jahre 1813 beendet. Beide Orte kamen in den 1818 neu gebildeten preußischen Kreis Jerichow I mit der Kreisstadt Burg.
Im Jahre 1840 lebten in Karith 250 und in Pöthen 90 Einwohner.
Am 30. September 1928 wurde der Gutsbezirk Pöthen mit der Landgemeinde Karith vereinigt.
Im Jahre 1945 wurden beide Güter durch die Bodenreform enteignet und das Land unter Neubauern aufgeteilt, die sich Anfang der 1950er Jahre zur LPG Karith zusammenschließen mussten. In dem Gutshaus wurde eine Dorfschule eingerichtet, andere Räume wurden als Wohnungen genutzt. Die Zahl der Einwohner, die 1950 noch 694 betragen hatte, ging bis 1968 auf 484 zurück. Von 1952 bis 1990 lag Karith im Kreis Burg, mit der territorialen Neugliederung nach der deutschen Wiedervereinigung kam der Ort in den Landkreis Jerichower Land. Zum 1. Januar 2005 wurde Karith in die Stadt Gommern eingemeindet.

## Politik, Bürgermeister
Als Ortschaft der Stadt Gommern übernimmt ein so genannter Ortschaftsrat die Wahrnehmung der speziellen Interessen des Ortes innerhalb bzw. gegenüber den Stadtgremien. Er wird aus sieben Mitgliedern gebildet. Als weiteres ortsgebundenes Organ fungiert der Ortsbürgermeister, dieses Amt wird zurzeit von Heike Biegelmeier wahrgenommen.

## Sehenswürdigkeiten

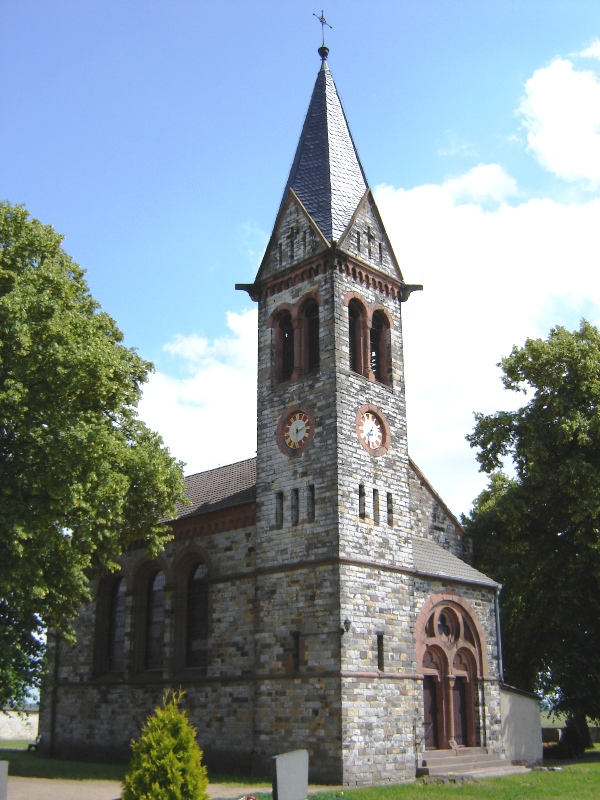
Kirche von Karith

- Gutskapelle Pöthen
- Gutspark Pöthen
- St.-Dorotheen-Kirche:

Die evangelische neuromanische Kirche wurde 1884 in Karith erbaut. An gleicher Stelle hatte vorher ein barockes Kirchengebäude gestanden. Die heutige Kirche besteht aus einem Saalbau, einer mehreckigen Apsis, einem im Osten angefügten querrechteckigen Sakristeiraum und dem quadratischen, mit einem hohen achteckigen Spitzdach versehen Turm. Der gesamte Bau besticht durch das sorgfältig ausgeführte Mauerwerk aus hellen Hausteinen und die aus roten Backsteinen gemauerten Fenstereinfassungen. Der Innenraum ist mit einer flachen Holzbalkendecke geschlossen, und die Westseite wurde mit einer Empore versehen. Das Inventar stammt aus dem Ende des 19. Jahrhunderts.